# Psilota cupreus
Psilota cupreus är en tvåvingeart som först beskrevs av Macquart 1850.  Psilota cupreus ingår i släktet sotblomflugor, och familjen blomflugor. Inga underarter finns listade i Catalogue of Life.